# Kıbrıs Türk Futbol Federasyonu
Kıbrıs Türk Futbol Federasyonu är Nordcyperns fotbollsförbund. Förbundet bildades 1955, och vägrade samarbeta med det cypriotiska fotbollsförbundet fram till september 2007. Det nordcypriotiska förbundet är inte medlem av FIFA eller UEFA.

### Fotnoter
1. ↑  ”Football's Isolation in the Turkish Republic of Northern Cyprus” (på engelska). IBVM. 13 februari 2012. Arkiverad från originalet den 1 april 2017. https://web.archive.org/web/20170401083018/http://inbedwithmaradona.com/journal/2012/2/13/footballs-isolation-in-the-turkish-republic-of-northern-cypr.html. Läst 23 maj 2015.
2. ↑  ”Europe” (på engelska). History of Soccer. Arkiverad från originalet den 10 oktober 2012. https://web.archive.org/web/20121010212738/http://users.skynet.be/pluto/Textfifa/listEurope.html. Läst 23 maj 2015.